# Safita
Safita (arabo صافيتا) è una piccola città della Siria nord-occidentale, situata a sud-est di Tartus e a nord-ovest del Krak des Chevaliers. 
La città ha una popolazione di 33 201 abitanti. È posizionata sulla cima di 3 colline ed occupa anche le vallate che le collegano, nell'area costiera della Siria. Fu molto importante durante le crociate, perché è dominata dal Chastel Blanc, costruito ed abitato dai Cavalieri Templari.

## Storia
Il castello fu conquistato da Baibars nel 1271.